# Selene setapinnis
Selene setapinnis är en fiskart som först beskrevs av Mitchill, 1815.  Selene setapinnis ingår i släktet Selene och familjen taggmakrillfiskar. Inga underarter finns listade i Catalogue of Life.